# 機動戦士ガンダムΖΖの登場人物
機動戦士ガンダムΖΖの登場人物（きどうせんしガンダムダブルゼータのとうじょうじんぶつ）は、テレビアニメ『機動戦士ガンダムΖΖ』に登場する、架空の人物を列挙する。特に説明が必要な人物は各人の項目を参照。
なお、前作『機動戦士Ζガンダム』から引き続き登場する人物は、機動戦士Ζガンダムの登場人物または各人の項目を参照。

## エゥーゴ（カラバ・アナハイム出向スタッフ含む）
ここには、反地球連邦政府組織エゥーゴに所属する人物を挙げる。なお、カラバ籍で登場したのは事実上一人のためこちらに含める。

### ジュドーと仲間たち
- ジュドー・アーシタ - 本作の主人公。サイド1のスペースコロニー「シャングリラ」で生活していた少年。シャングリラに寄港したエゥーゴの巡洋艦アーガマからΖガンダムを奪って売り払おうと仲間たちと共にアーガマに侵入するが、成り行きで同艦のクルーとなる。

- イーノ・アッバーブ
- エル・ビアンノ
- ビーチャ・オーレグ
- モンド・アガケ
- ルー・ルカ

#### リィナ・アーシタ
Leina Ashta
声 - 岡本麻弥 / 仙台エリ（『GUNDAM EVOLVE../10』）
生年月日：宇宙世紀0077年3月3日 年齢：10歳 身長：153センチメートル 体重:39キログラム 血液型：AB型 趣味：料理 好物：プリン･ア・ラ・モード 特技：料理の開発
本作の主人公であるジュドー・アーシタの妹で本作のヒロインの一人。サイド1のスペースコロニー・シャングリラにて兄ジュドーと共に生活していたが、彼が学校に行かずにジャンク屋稼業に勤しむことをあまりよく思っていなかった。問題児であったジュドーとは対照的に優等生的な性格をしており、彼から溺愛されている。
当初ジュドーはエゥーゴとアクシズの戦いを「大人が勝手に始めた戦争」として傍観していたが、その彼がアーガマへの乗艦を承諾したのは、リィナの勧めによるところが大きい。リィナとしては腐敗著しいシャングリラの最下層で生きるより良いと考えたためだが、ジュドーが戦争の中でパイロットとして人を殺すという点や、兄妹や友人たち自身が生命の危険に晒される点に関し、想いを巡らせている様子はほとんどなかった。
ジュドーがアーガマのクルーになる際、自分も一緒にアーガマへ乗り込むが、第12話でルー・ルカと共にコア・ベースに乗り込み、交戦中のジュドーにコア・ベースを届けた後に分離したコア・ファイターから放り出され、ネオ・ジオン所属のグレミー・トトに拿捕されてしまう（グレミーは以前に出会ったルーと勘違いして保護していた）。その後はグレミーのもとで、レディになるための教育を受けさせられることとなる。
グレミーらと共に地球へ降下し（第23話）、ダカールで社交界デビューする（第27話）。その際、舞踏会に参加していた地球連邦政府の人々の醜い思念を感じ取り、激しい憤りを覚える。また、ジュドーの気配を感じ取って再会を果たすが、ハマーン・カーンの銃撃から身を挺して兄をかばって負傷する。辛くも抜け出してジュドーと共に迎賓館の出口へ向かうが、そこではエゥーゴとネオ・ジオンの戦闘に動揺する連邦政府の出席者たちが混乱していた。リィナは負傷していたにもかかわらず憲兵に代わって出席者たちに対し、毅然とした態度で会場へ戻るように促して場の混乱を鎮める。その態度はネオ・ジオンの憲兵を感服させたため、思わぬところでグレミーの教育が役立つこととなった。その後はコア・ファイターの撃墜によって孤島に流れ着き、エルピー・プルに看護されるが、強化人間であるプルを信用できず、兄を守るために倒そうとする一幕もあった。そして、休んでいた小屋にMSが墜落したため、巻き込まれて死亡したと思われていた。実はセイラ・マスによって保護されており（第37話。小説版では小屋にいたリィナをネオ・ジオンの現地徴用兵ラド・カディハが救助し、セイラは彼を介してリィナを保護する。漫画版ではシャア・アズナブルに救助されている）、最終話で木星へ旅立つ直前のジュドーと再会する。
ムック『別冊アニメディア 機動戦士ガンダムΖΖ PART.2』掲載の鈴木裕美子の短編小説「Sensitive Eyes of Sisters 優しすぎた妹たち セイラとリィナ、ふたりの妹の旅立ち」では、セイラに保護されていた間のリィナが描かれている。当初は救助してくれたラド以外と話をしようとしなかったが、やがて主治医であるセイラにも心を開き、外傷が癒えると二人で宇宙港のあるノルウェーのカラバ基地へ向かう。
3DCGアニメ『GUNDAM EVOLVE ../ 10』では、木星船団のジュピトリスIIで勤務中のジュドーのため、シャングリラの仲間の協力を得てコア・ベースの2号機を新造する。ジュドーの誕生日に合わせて宇宙便として発送されたそれは、結果的に木星圏でネオ・ジオン残党と戦う兄の窮地を救うこととなる。
漫画『機動戦士ガンダム ピューリッツァー -アムロ・レイは極光の彼方へ-』では、宇宙世紀0094年時にもセイラとともにイギリスの港町で暮らしている。
テレビアニメ版のキャスティングはオーディションではなく、スタッフの指名によるものだった。前作『機動戦士Ζガンダム』でエマ・シーンを演じ終えた岡本は、『ΖΖ』の告知でリィナを見て「誰がやるのかなぁ？」と思っていた矢先に、音響制作の千田啓子から「あなた、次のガンダムにも出るのよ」と言われて驚いたという。
『愛と戦いのロボット 完全保存版』で発表されたアンケート「みんなで選ぶロボットアニメーションベスト100」では、「一番お気に入りのヒロインは？」で第63位にランクインした。

### 前作からの引き継ぎ
- アブ・ダビア
- アストナージ・メドッソ
- アンナ・ハンナ
- ウォン・リー
- キースロン
- クム
- サエグサ
- シーサー
- シンタ
- トーレス
- トラジャ・トラジャ
- ハサン
- ハヤト・コバヤシ
- ファ・ユイリィ
- ブライト・ノア
- マナック

### メッチャー・ムチャ
Madchar Mucha
声 - 牛山茂
エゥーゴの技術士官。アナハイム・エレクトロニクスからエゥーゴ上層部に天上りした、典型的な官僚肌の男性。ガンダム・チームの名付け親でもある。アナハイムのメカニックであるミリィ・チルダーと共に、新器材メガライダーとエゥーゴ上層部の意向をアーガマに伝えるため、グラナダより出向してきた。
高慢だが小心者であり、ネオ・ジオンのゴットン・ゴーらに囚われた際には拷問を受けるのではと恐れ、真っ先に口を割っている。当初はニュータイプであるとしてジュドーたちガンダム・チームに期待し、エゥーゴ唯一の戦力であったアーガマに無理難題を押し付ける。しかし、後に組織の戦力が整い始めると彼らに対して懐疑的になり、ネェル・アーガマ配備の際には下船を促すなど、大変な日和見屋でもある。
ジュドーたちにとっては迷惑な存在と捉えられていたが、アーガマの改装や器材の配備など様々な点で貢献しており、ガンダム・チームが第一次ネオ・ジオン抗争を戦い抜くことが出来たのは、彼やエマリー、ミリィなどアナハイム出身のスタッフに拠る所が大きい。
前線で戦闘に参加することは少なかったが、抗争終結時にザビ家の当主ミネバ・ラオ・ザビとの会見にはしっかりと立ち会っている。その際に相変わらずの日和見振りを見せ、抗争を戦い抜いたジュドーたちを愕然とさせ、怒りをぶつけられてしまう。
漫画『機動戦士ガンダムΖΖ外伝 ジオンの幻陽』では、U.C.0088年10月、ハマーン不在を見計らったアクシズ攻略作戦の艦隊司令官を任されている（攻略作戦の設定自体はテレビシリーズ当時から存在）。かつての一年戦争におけるチェンバロ作戦同様、ソーラ・システムIIを用いた大規模な作戦であったが、ネオ・ジオンの新兵器「ラーフ・システム」により味方艦隊は消失。自身の乗るアイリッシュ級戦艦マスタッシュも撃沈され、命辛々退却している。
※以下に記す人物は厳密に言えばエゥーゴのメンバーではなく、アナハイム・エレクトロニクスからエゥーゴへの出向社員である。

### エマリー・オンス
Emary Ounce
声 - 藤井佳代子
生年月日：12月10日 年齢：22歳 身長：176センチメートル 体重:50キログラム 血液型：AB型 趣味：占い 好物：フレンチサラダ 特技：専門家なみのメカ知識
エゥーゴの補給ドック艦ラビアンローズの艦長代理。巡洋艦アーガマの改装、およびアナハイムが総力を挙げて開発した新鋭機ΖΖガンダムをエゥーゴへ引き渡すため、月面のアナハイム・グラナダ工場より出向してきた。任務のため、ラビアンローズがアーガマへ接近した際に空間を漂流するイーノ・アッバーブを救助し、彼にΖΖのパーツの一部であるコア・トップを託す。
アーガマの艦長ブライト・ノアに熱烈な想いを抱いており、妻子ある彼に迫るなど、思い込むと一途な女性でもある。軍属ということもあり、ジュドー・アーシタらシャングリラの少年たちには硬い物言いをすることもあるが、ブライトと結ばれるか否かなどの占いを仕事中にするなどどこか抜けた性格でもあり、責任者としてはやや頼りない面を持つ。
一方、アナハイムの優秀なスタッフでもあり、アーガマ支援の任務に職務以上の熱意を持ってあたるうえ、メカニックとしての知識も豊富であることから、同じく出向してきたミリィ・チルダーやクルーたちにも慕われている。
第一次ネオ・ジオン抗争終盤、クィン・マンサによる襲撃を受けた機動戦艦ネェル・アーガマを守ろうと、ラビアンローズを用いて盾となる。クルー全員を退艦させ、ガントリー・アームをクィン・マンサに射出して直撃させるが、ファンネルによる一斉砲火の反撃を浴び、猛火と共に轟沈していく艦内でブライトの名を叫びながら絶命する。

### ミリィ・チルダー
Milly Childer
声 - 水谷優子
エゥーゴのドック艦ラビアンローズのスタッフで、アナハイム社の女性メカニック。同社からエゥーゴ上層部へ天下りしたメッチャー・ムチャと共に、新器材メガライダーをアーガマへ送り届けるために出向してきた。
性格は真面目で感激屋。アーガマに憧れており、アクシズのゴットン・ゴーらに囚われた際にも口を割らないなど、気丈である。メカニックとしての腕前も確かであるが、コア・トップに搭乗して参戦することもある。上司であるエマリー・オンスを慕っており、少々頼りない彼女をサポートする場面も見られる。エマリーが死亡した際には、彼女の最期の言葉が記録されたブラックボックスを回収するよう、周囲に懇願している。その後はネェル・アーガマに移乗し、最後まで戦いを見届けている。
漫画『機動戦士ガンダム MSV-R ジョニー・ライデンの帰還』では第9巻より登場。一年戦争時のジオン軍エースパイロット部隊「キマイラ隊」残党にアナハイム社より派遣され、「私の派遣先はこんなのばっかりだ…」と愚痴をこぼしている。

## 地球連邦
ここには、地球連邦軍及び地球連邦政府に所属する人物を挙げる。ただし、エゥーゴ、カラバに所属する人物は除く。いずれも小説版には登場しない。

### タンデム
Tandem
声 - 村松康雄
地球連邦の高官。拠点であるダカールを制圧される事前に脱出してダブリンに逃げ込んでホワイトやロームら他の高官達と暢気に会食をしている。

### ホワイト
White
声 - 土師孝也
地球連邦軍の提督。拠点であるダカールを制圧される事前に脱出してダブリンに逃げ込んでタンデムやロームら他の高官達と暢気に会食をしている等、自己保身を優先する典型的な日和見主義者。ネオ・ジオンとの宥和政策を取っており、停戦を条件にジオン発祥の地とされているサイド3を譲渡するという無責任な行いをしようとしただけでなく、それに反対したエゥーゴがアナハイム・エレクトロニクスと共謀して戦争で金儲けをしようとしていると称する等、命懸けでネオ・ジオンと戦っていたエゥーゴのメンバー達を他の高官たちと共に平然と愚弄した為、ブライトを怒りで震わせ、それを聞いていたジュドーの怒りも買い、殴打された。その後、ネオ・ジオンのアリアス・モマ率いるMS隊の攻撃を受けた際に、警備担当の連邦軍将校に詰め寄っていたが、同時に飛来したミサイルが至近距離で爆発したと思われる描写があり、死亡したものと見られる。
漫画『機動戦士ガンダムΖΖ外伝 ジオンの幻陽』では、第一次ネオ・ジオン抗争初めにはコンペイトウ鎮守府に赴任しており、アクシズに捕縛された愛人のリア・ウィンディ少佐保護のため、極秘裏に艦隊を派遣している。

### ローム
声 - 佐藤正治
地球連邦の高官。拠点であるダカールを制圧される事前に脱出してダブリンに逃げ込んでタンデムやホワイトら他の高官達と暢気に会食をしている。

## ネオ・ジオン
ここには、ネオ・ジオン（アクシズ）に所属する人物を挙げる。
以下の人物の詳細は各項目を参照。
- エルピー・プル
- グレミー・トト
- プルツー
- マシュマー・セロ

### 前作からの引き継ぎ
以下の人物の詳細は機動戦士Ζガンダムの登場人物#アクシズまたは各人の項目を参照。
- ハマーン・カーン
- ミネバ・ラオ・ザビ

### アマサ・ポーラ
Amatha Pola / Amasa Pola
声 - 頓宮恭子
第27話に登場。アフリカで活動していた旧ジオン公国軍残党の一人。地球に降下したネオ・ジオンと合流し、グレミー・トトの部下となるが、ガンダム・チームに敗れて死亡した。その際、被弾した彼女の搭乗機がリィナ・アーシタの隠れていた小屋を巻き込んで爆発し、リィナは死亡したと思われていた。リィナの生死に関わるという劇中で重要な役柄になるため、キャラクターが設定されたという逸話がある。
主な搭乗機は、MS-09G ドワッジ（劇中では「ポーラのドム」と呼ばれる）。

### アリアス・モマ
Arius Moma
声 - 大滝進矢
スキンヘッドの男性。バウに搭乗する補給部隊の一員で、第33話でグレミー・トトのサンドラのもとへサイコガンダムMk-IIを送り届ける。パイロットとしての腕は優れており、額から稲光を発してエルピー・プルの搭乗するコア・ベースのミサイル斉射をかわすという、ニュータイプを思わせる描写もある（ただし、第34話ではグレミーやダナ・キライにニュータイプでないことを理由にサイコガンダムMk-IIへの搭乗を拒否されている）。第34話ではプルの搭乗するガンダムMk-II（左腕の損傷が修理されていない状態）を2機で撃退する。その後のガンダム・チームとの交戦後は消息不明。小説版には登場しない。
漫画『機動戦士Ζガンダム Define』では、宇宙世紀0086年に親衛隊の推挙により指揮官候補として採用されている。

### イリア・パゾム
Illia Pazom
声 - 佐脇君枝 / 津田匠子（ゲーム『SDガンダム GGENERATION ZERO』以降の関連作品〈1999年 - 2024年〉） / 新藤みなみ（『機動戦士ガンダム U.C. ENGAGE』）
ネオ・ジオン軍のニュータイプ将校で階級は少尉。褐色の肌に濃いメイク、超ミニスカートにブーツといった派手な風貌が特徴。
強化人間手術を施されたマシュマー・セロの副官として登場するが、その正体は強化人間手術により精神が不安定になったマシュマーを監視するために送り込まれた、ハマーン・カーン直属の親衛隊員。自身もMSパイロットとして極めて高い能力を持ち、リゲルグに搭乗してジュドー・アーシタの駆るΖΖガンダムと互角に渡り合うが、ジュドーの戦術教範に囚われない奇抜な戦術に舌を巻く事もある。ジュドーとの戦闘中に共鳴現象のようなものを起こすが、それが何であったのかは語られていない。このときマシュマーから渡されたバラの花びらを吹き飛ばしていた。
マシュマーの命により、命令に従わない隠れジオン派のサトウ隊長を戦闘中に謀殺するが、その際に弔い合戦を演出して隠れジオン派残党を取り込むという狡猾さを持ち合わせる（ただしその際にアーガマ撃沈の機を逸している）。グレミー・トトの反乱の際にはマシュマーの別働隊として奮戦するが、マシュマーの戦死を感じ取った以降の描写はなく、その後は不明。小説版には登場しない。
漫画『ダブルフェイク アンダー・ザ・ガンダム』では、宇宙世紀0090年に中佐としてシャア・アズナブルの新生ネオ・ジオンに参加しており、レウルーラの艦長としてニュータイプ部隊を率い、テロリスト集団「カラード」とともに地球連邦軍アラハス隊と交戦する。なお、その後はシャアの本隊とは合流せず木星へと転属している。だいぶ性格が丸くなっており、終始表情が柔らかく、ダリーにスーツを奪われ半裸になったアルヴェニシカ・キーストをみた時に「わーう！サービスかい」と返したり、そのスーツを利用して艦長室に忍び込んで話し合いを求めるダリーに対しては「陽動だから本当に落としたりしない」と言って解放している。また、ダリーの性格にも好感を持っている。
漫画『機動戦士ガンダム C.D.A. 若き彗星の肖像』では0083年にアムブロシア基地の案内役として登場。当時から派手なファッションをしている。以後ハマーンに従い、アクシズ内で勃発した「真ジオン公国軍」を名乗るクーデター事件にて、12歳ながらパイロットとして活躍するなど、ニュータイプの素質を伺わせている。続編に当たる『機動戦士Ζガンダム Define』では、0086年9月の時点で准尉として親衛隊の一員になっている。
漫画『機動戦士ムーンガンダム』では、0092年にリュース・クランゲル率いる過激派（ザビ派）のネオ・ジオン残党に大尉として所属しており、上記『ダブルフェイク』とは異なっている。指揮官用ザクIVに搭乗する。なお、作中で祖先がコロンビア出身であることをみずから語っている。

### エイン、ビーツ、フリン
声 - 小野健一（エイン）、巻島直樹（ビーツ）、高宮俊介（フリン）
旧ジオン公国軍残党で、ネオ・ジオン軍に合流したザク・マリナーのパイロットたち。3人はアクシズから配備されたカプールでアーガマを奇襲するが、海を知らない者によって作られた水中用MSは信用できず、カプールはタマンに預けてザク・マリナーを選ぶ。タマンたち地元の漁師にパイロットをさせるが、海中からのアーガマへの攻撃をジュドーによって阻止され、フリンは操縦席をダブル・ビーム・ライフルで撃たれて戦死。エインは右腕、ビーツは首をビームサーベルで切断されるが、撤退に成功する。小説版には登場しない。

### オウギュスト・ギダン
August Guidan
声 - 戸谷公次 / 斉藤次郎（ゲーム『SDガンダム GGENERATION SPIRITS』以降の関連作品）
ハマーンによって送り込まれたグレミーの監視役。野心家で「強いものが正義だ」という主義を持つ。
ドライセンでグレミーを助けようとするも、戦局不利と悟るやさっさと後退し、その戦闘で行方不明となったグレミーの捜索もろくにせずに代理としてミンドラの指揮を執った。その後生還したグレミーに対し形だけの喜びを口にするなど、表面上は部下として振舞うもグレミーのことを家名だけの若造と見くびり続けていた。しかしコールドスリープ中のプルツーを見せられたことで、グレミーへの評価を改め、忠誠を口にし彼の下で戦果を挙げようとする。しかし内心ではグレミーすら踏み台にして上に伸し上ろうと考えていた。その後、ガンダム・チームの留守を見越しアーガマを襲撃。その気迫でビーチャの乗ったΖΖガンダムとルーのΖガンダムを戦闘不能に追い込むが、ジュドーの操る百式に圧倒され撃墜、死亡する。彼の真意を知ってのことか、グレミーは「運のない男」と称した。小説版には登場しない。
漫画『機動戦士Ζガンダム Define』では、宇宙世紀0086年に親衛隊の推挙により指揮官候補として採用されている。

### キャラ・スーン
Chara Soon / Chara Soone
声 - 門間葉月 / 山下亜矢香（ゲーム『SDガンダム GGENERATION SPIRITS』以降の関連作品）
生年月日：7月2日、年齢：22歳、身長：162センチメートル、体重:54キログラム、血液型：AB型、趣味：ヘビーメタル・ロック、好物：ステーキ、特技：モビルスーツの操縦
ネオ・ジオンの女性士官。非常に派手な外見をしており、髪の毛の半分を赤、もう半分を黄色（金色）に染めている。スタイルが大変豊満で、胸は誰が見ても分かるような巨乳。エル・ビアンノには「オッパイお化け」（第17話）または「オッパイおばん」（第42-43話）と呼ばれる。MSに乗ると異常に興奮し、トランス状態に陥るという奇妙な性癖を持つ。MS操縦の腕前は決して低くはないのだが、このため敵は愚か味方の邪魔をもしてしまう場合があり、戦場では厄介者扱いされてしまうことも。強化前は明るい性格をしており、ムーン・ムーンでは「まかしとき！」と関西弁を喋ったこともある。
対アーガマ戦で失態の続くマシュマー・セロの監視役としてエンドラに派遣され、彼の失脚後は同艦の艦長に就任する。自らR・ジャジャを駆ってアーガマを襲撃する一方、前述の性癖ゆえにMSには乗りたがらず、エンドラをラビアンローズに体当たりさせる作戦を採ったこともある。やがて、アーガマの捕虜となった際には人員不足の同艦の掃除・洗濯をやらされ、幾度となく脱走を試みるが失敗し続けた末、グラナダにてガンダムMk-IIを奪取して脱走に成功する。途中で同機を乗り捨て、かつての部下であったゴットンたち「エンドラ隊」の最期を見届けたあとに失踪する。
その後、ネオ・ジオンへ帰還してマシュマーと同様に強化人間化され、小惑星キケロの労働者の監視役に就任する。「猫目のキャラ」という異名で呼ばれ、以前よりも素肌を露出させた過激な制服に身を包み、部下兼監視役のギーレン兄弟を従える。強化調整がやや不安定であったことから、時折強化以前の行動を取っては周囲を困惑させる。グレミー・トトの反乱時にはゲーマルクに搭乗し、彼の軍勢を相手に強化人間としての能力を発揮する。最後はハマーンとジュドーの最終決戦を実現すべくニー・ギーレンと共に盾となり、量産型キュベレイを駆るニュータイプ部隊との相討ちを経て戦死した。
小説版では、ハマーン率いるネオ・ジオンがダカールを占拠した後、副官のゴットンと共に行方不明になり（兵士たちには、彼と駆け落ちしたと噂された）軍籍が抹消されるという、アニメとは違った展開で退場している。
『ジ・アニメ』1986年9月号掲載の「第1回「ガンダムΖΖ」ここまで書いたらヤバイかな？」（のちに漫画『機動戦士ガンダムΖΖ外伝 ジオンの幻陽』でも取り上げられた）では、上記以前にエンドラ級巡洋艦「ランドラ」を指揮してサイド1コロニー「エルドラド」を19時間で制圧する。
漫画『機動戦士ガンダム C.D.A. 若き彗星の肖像』では、宇宙世紀0083年1月にアクシズ内でジオン独立戦争再開を望む若者として登場し、軍に志願している。髪の色は『ΖΖ』の時と違い、両側の毛先部分が赤く染められている。『機動戦士Ζガンダム Define』では、0086年にシミュレーターでゲルググを駆り、指揮官候補を探すハマーンのシュネー・ヴァイスとの模擬戦に臨む。オールレンジ攻撃をかわして接近戦に持ち込むもののハマーンとの対戦に興奮しすぎて敗北するが、指揮官候補として採用される。まもなくR・ジャジャのテスト・パイロットとなり、反乱を起こした元ギレン・ザビ総帥直属部隊との戦闘で推進剤切れを起こして宇宙を漂流するハマーンのキュベレイを救出する。この頃には、髪の色は『ΖΖ』と同様になっている（ただし、モノクロでしか確認できない）。
- 書籍『機動戦士ガンダム ニュータイプ伝説ぴあ』では、奇妙な性癖を元々興奮しやすいと踏まえ、マシュマーと同様の最期を「これを成功例と考えるなら、ニュータイプの素養があれば、強化人間にしてもメンタルの安定度は高いということなのだろう」と分析している[15]。

### クレイユ・オーイ
Cleyu Oy
声 - 柴本広之
エンドラの乗組員。「クレーユ」とも表記される。同艦の喪失後はゴットンらとともにアーガマを襲撃するなどした。アクシズに寝返った頃のビーチャとモンドをいびり倒しており、二人が再びエゥーゴに戻る切っ掛けを作った。グラナダでアーガマ隊とガザDで交戦した際にジュドーのΖΖガンダムにハイパービームサーベルで両断され戦死。小説版には登場しない。

### ゴットン・ゴー
Gottn Goh
声 - 戸谷公次 / 西前忠久（ゲーム『SDガンダム GGENERATION SPIRITS』以降の関連作品）
6月2日生まれ、身長165センチメートル、体重70キログラム。趣味は兵隊将棋、好物はミートローフ、特技は情報収集。
マシュマー、キャラら歴代のエンドラ指揮官を補佐する副官だが、実質的にエンドラの指揮は彼が執っている。またガザC、ガザDやガ・ゾウムに搭乗し、自らパイロットとしても出撃する。変わり者の歴代指揮官に振り回される我が身の不幸を嘆いたり、降格されるのを気にしたりと人間味のあるキャラクターである。エンドラ轟沈後はミンドラに身を寄せるが、そこでも「エンドラ隊」の隊長として元乗組員を率いる。その後同隊は母艦として輸送船を与えられ、グラナダでセシリアを利用してアーガマ爆破を企てる。しかし彼女の捨て身の行動により、自ら用意した爆弾により全滅する。
小説版では地球降下作戦時まで生存しているが、キャラとともに行方不明となる（駆け落ちとも噂される）。
漫画『C.D.A. 若き彗星の肖像』では、地球圏帰還前のアクシズの軍人として登場。志願兵の受付を担当している際に、申し込みに来たマシュマーやキャラと出会っている。後にこの二人が自分の上官になるとは知る由もないため、年長者として普通に会話している。『機動戦士Ζガンダム Define』では、一年戦争時にムサイの副官を務めるが、部隊の作戦失敗により降格になったとされる。0086年に親衛隊から指揮官候補として挙げられるが、ハマーンは能力的に決め手に欠けるとして保留とする。しかし、同時期に発生した元ギレン直属部隊によるアクシズ高官連続暗殺事件を独自に調査・推理し、解決へと導く。

### コムッテ
ビアンの部下で、アーガマとの戦闘で死亡したという。劇中には名前しか登場しない。小説版には登場しない。

### サトウ
Satou
声 - 塩屋浩三
ジオン共和国の隠れジオン派で、一年戦争時よりジオン公国軍のモビルスーツパイロットとして活躍してきたベテランの軍人。良く言えば自らの信念やジオンとしての誇りに忠実と言えるのだが、逆に悪く言えばプライドの高い自己中心的で器量の狭い人物と言え、自分達こそがジオンの伝統を伝えるべきものと信じて憚らない。主な搭乗機は、シュツルム・ディアス。
ネオ・ジオンによるダブリンへのコロニー落とし作戦の成功後、共和国軍を離反し直属の部下達を率いてエンドラIIに合流するも、古参のパイロットとしてのプライドから一年戦争後にジオン軍へ入隊した新参者のマシュマーに従う事に納得がいかなかった。その為、寝返った身でありながら、マシュマーに従わない態度をとり、マシュマーの副官であるイリアを不安にさせ、当のマシュマーからも「サイド3の古狸」と評されていた。
その後、イリアや3D部隊、自らが率いるシュツルム・ディアス隊と共にガンダム・チームを撃破すべく出撃。しかしここでもイリアの忠告を無視し、部下達すら置き去りにして一人突出、ネェル・アーガマのブリッジを捉えるが、障害にしかならないと判断したマシュマーの命令をあらかじめ受けたイリアの手によって謀殺された。なお、その後遅れてきた部下達はサトウの死の真実に気付かず、イリアに言われるがまま敵討ちとしてガンダム・チームと交戦するが、隊長撃墜の報で動揺してあえなく全滅している。小説版には登場しない。
雑誌企画『ガンダム・センチネル』のモデルグラフィックス連載版小説では同名の人物が登場し、同一人物であることを窺わせる描写がある。

### ダナ・キライ
Dana Kirai
声 - 菅原淳一
アリアスの副官で、同じく緑色のバウに搭乗する。アリアスとともにガンダム・チームに挑むが、ΖΖガンダムのハイメガキャノンの直撃を受け戦死。小説版には登場しない。

### ダニー、デル、デューン
Danny,Del,Dune
声 - 龍田直樹（ダニー）、菅原淳一（デル）、稲葉実（デューン）〈テレビ版〉 / 中野泰佑（ダニー）、鈴木正和（デル）、北村謙次（デューン）〈『機動戦士ガンダム U.C. ENGAGE』〉
第38話に登場した「ジャムルの3D」隊のメンバー。紫色のノーマルスーツを着用し、アクシズからマシュマー・セロのエンドラIIに派遣される。プロ意識が強く、現場の人間の波長にも合わせられるなど柔軟な思考を持つ。MAジャムル・フィンを駆り、三身一体の連携プレーを得意とする。戦闘ではジュドーのΖΖガンダムとビーチャの百式を追い詰めるも、リイナの声を聴いた二人の連携に圧されはじめ、ちょうど撤退命令が出たため退却する。なお、この戦闘中にサトウ隊長がイリアに謀殺された現場を目撃したが、黙殺している。その後の彼らの消息は不明だが、ジャムル・フィンは第45話でエンドラIIに曳航されており、その後マシュマーの別働隊としてイリアとともにグレミーの反乱軍と交戦している。小説版には登場しない。
漫画『機動戦士ガンダム C.D.A. 若き彗星の肖像』では、デルとデューンがキャラ・スーンと共に地球帰還前のアクシズでジオン独立戦争再開を望む若者として登場。
漫画『機動戦士ムーンガンダム』では、0092年に過激派（ザビ派）のネオ・ジオン残党に所属している。ギガッザムを新たな乗機とする。
ゲーム『ギレンの野望 アクシズの脅威』では、シャアが率いるネオ・ジオンに加入している。

### デガス
Degas
第33話に登場。名前は『週刊ガンダム・ファクトファイル』によるが、劇中では「テカ」と発音されている。アリアス・モマ率いるバウ小隊の一員。アーガマに無人のシャトルをぶつける作戦の最中、エルピー・プルのコア・ベースに乗機のモノアイを潰され、シャトルに激突し戦死。小説版には登場しない。

### ニー・ギーレン
Nee Gihren / Nee Gylen
声 - 島田敏
強化人間に改造されたキャラ・スーンの部下（実際には監視役）。双子のランス・ギーレンとコンビを組み、キャラが暴走しそうな時でも的確に止めに入ったりサポートをしていた。ジュドーに対しては「キャラ様を不安定にさせる」と迷惑がっていた反面、その義理堅さに好意を表す発言も行っている。最終話において、ハマーンとジュドーが決着をつける際、それを妨害する量産型キュベレイのニュータイプ部隊に対しキャラと共に交戦し、ジュドーらを決着の為に逃がす。その際、大量のファンネルによる攻撃で被弾、爆散した。
搭乗機は、AMX-117R ガズアル。
小説版ではキャラが物語から退場した後に登場する。ランスとともに「双頭の犬鷲」の異名を持つパイロットで、ジュドーとの決戦に赴くハマーンに護衛が必要ではないかと提言するのはTV本編と同様であるが、ハマーンの固辞に押し切られ出撃しなかった。

### ネル・マーセン
Nel Marsen
声 - 梅津秀行
エンドラの乗組員。同艦の喪失後、ゴットン率いるエンドラ隊の一員となる。クレイユとともにビーチャ、モンドをいびっていた為、彼らの恨みを買うこととなる。月面でアーガマのモビルスーツ隊と戦い、爆弾を抱えたセシリアが自機に取り付いたことに気が付かず帰還、ゴットンらとともに爆死する。小説版には登場しない。

### パンパ・リダ、ビアン、ワイム
Pampa Lida,Vian,Wime
声 - 立木文彦（パンパ）、塩屋浩三（ビアン）、菊池正美（ワイム）
エンドラのMSパイロットで、「ガザの嵐」隊として赤と青のノーマルスーツ姿で第7話に登場。ガザC部隊の敵討ちとしてガザDを駆り3人でアーガマを襲撃する。出撃時には煙幕でバラの花を描く等の派手なパフォーマンスを繰り広げた。マシュマーの部下らしく騎士道精神に漬かっており、正々堂々と戦うことに拘ったり、パンパが下手なアジ演説をおこなったりしている。ジュドーのΖガンダムおよび、トーレスのメタス、ルーのコア・ファイターと交戦、メタスを大破させるが煙幕によるかく乱戦法「ガザ・ストーム・フォーメーション」の欠陥のため相手を仕留められず、ビアン機はビーム・サーベルで両断され、ワイム機は腕部からのグレネードを被弾、パンパ機はシールドのアキュートで頭部を切断される。3機ともコロニーに開いた穴から宇宙に放り出されるが、いずれも爆発シーンはなく生死不明。小説版には登場しない。

### マガニー
Magany
声 - 稲葉実（第23話） / 佐藤正治（第46話）
グレミーが組織したニュータイプ部隊の研究員である博士。フラナガン機関出身とされている。
漫画『C.D.A. 若き彗星の肖像』では、アクシズ内の強硬派に属し、ニュータイプ研究および試作MSトゥッシェ・シュヴァルツの運用実験に携わる。『機動戦士Ζガンダム Define』では、アクシズNT研究所の一員となっており、元ギレン直属部隊からキュベレイのデータを受け取り、プルシリーズ用にオリジナルを凌駕する機体の開発を極秘裏に開始する。

### ユラー・ジャミコ
Eura Jamico
声 - 高宮俊介
ゴットンの部下で、アーガマに侵入したときは自ら拳銃を捨てジュドーに拳での勝負を挑んだ。搭乗機はガザD。小説版には登場しない。

### ラカン・ダカラン
Rakan Dahkaran
声 - 大林隆介
ネオ・ジオンの将校。MSの操縦テクニックは強化人間やニュータイプにも劣らない。戦闘時にもノーマルスーツを着用しない。一年戦争に参加し生き残ったパイロットとされているが、大戦時の経歴は不明。
地球降下作戦直前に、ドライセンに搭乗してサダラーンに潜入後に脱出したジュドーのΖΖを襲撃しメガビームライフルを破壊するなど圧倒するが、駆けつけたガンダムチームの援護もあり胴体を両断されて敗れてポッドで脱出する。この時点ではマシュマー・セロやキャラ・スーン同様にハマーンに心酔する描写がされていた。ダブリンへのコロニー落とし作戦時にはザクIIIに搭乗し、避難する民間人を平然と虐殺する冷酷非道ぶりを見せる。また同作戦中にて、ド・ダイ改で戦闘に割って入ったハヤト・コバヤシを戦死させている。ハマーンから封書で届けられた命令書をペーパーナイフで開封するなど、古風な面も持ち合わせていた。グレミーが反乱を起こすと、地球の支配権を条件にグレミー側につき、ドーベン・ウルフで構成されたスペースウルフ隊を組織。強化人間となったマシュマーの乗るザクIII改を撃墜するなど主力部隊として活躍する。最期はジュドーのフルアーマーΖΖガンダムとの交戦で、ハイパー・ビームサーベルで乗機を十字に切り裂かれて撃破される。なお、劇中ではグレミー軍は識別用にグレーで再塗装されたMSが多かったが、ドーベン・ウルフはラカンのこだわりによって再塗装を免れている。
小説版ではΖΖガンダムのハイ・メガ・キャノンの一撃でスペースウルフ隊は全機撃破されている。
プラモデル『1/144 ドライセン』の説明書、および『ジ・アニメ』1986年9月号掲載の「第1回「ガンダムΖΖ」ここまで書いたらヤバイかな？」によると、グリプス戦役終結直後のコロニー制圧作戦に参加。エンドラ級巡洋艦「サンドラ」を指揮してサイド1コロニー「アルカディア」を攻略、ドライセンに搭乗してエゥーゴのネモ4機を撃破し、38時間で制圧を完了している。
スマートフォンゲームアプリ『機動戦士ガンダム U.C. ENGAGE』のイベント「0088 ペッシェ・モンターニュ ～声なき声のささやきをI～」では、ドライセンに搭乗してガルスJとズサ（うち1機のパイロットはペッシェ）からなるMS中隊を率い、地球近傍の宙域でネモとジムIIIからなる部隊と交戦する。
漫画『機動戦士ガンダム C.D.A. 若き彗星の肖像』では、リック・ドムに搭乗しソロモン海戦に参加したとされる。戦後はアクシズに渡り、リック・ドムII（外宇宙用）に搭乗している。シャア・アズナブルとの模擬戦で惨敗するなど実力は劣るが、アクシズから脱出する地球連邦軍に捕らわれたハマーンを救出するために囮役となったり、強硬派が決起した際に思想に同調しつつも背任嫌疑のある首謀者エンツォ大佐の行為に筋目が通らないとして中立を保つなど気骨のある一面も見せている。なお、この頃はノーマルスーツを着用している。『機動戦士Ζガンダム Define』では、宇宙世紀0086年に親衛隊の推挙により指揮官候補として採用されている。また、宇宙世紀0059年8月16日生まれとされる。

### ラド・カディハ
小説版に登場。ダカールでネオ・ジオン軍に現地徴用された兵士。アマサ・ポーラのドワッジの落下に巻き込まれたリィナ・アーシタを助け、セイラ・マスに預ける。
ムック『別冊アニメディア 機動戦士ガンダムΖΖ PART.2』掲載の鈴木裕美子の短編小説「Sensitive Eyes of Sisters 優しすぎた妹たち セイラとリィナ、ふたりの妹の旅立ち」ではリィナとともにカラバに投降しているが、当初リィナは彼以外と話をしようとしなかったため、彼女の世話役として捕虜としての義務を免除されている。その後、宇宙港のあるノルウェーのカラバ基地からリィナとともに月のフォン・ブラウンに向かう予定であったが、リィナはセイラに一緒に宇宙に上がることを懇願しており、彼が同行したかは不明。

### ランス・ギーレン
Lance Gihlen / Lance Gylen
声 - 目黒裕一
キャラ・スーンの部下（実際には監視役）。双子のニー・ギーレンとコンビを組み、強化人間に改造されたキャラの護衛兼監視役として行動する。ラカンのドーベン・ウルフの攻撃からキャラを庇って被弾し、最後はビームサーベルで搭乗機を斬られて戦死した。ニーとは髪型と服の形状が異なる。
搭乗機は、AMX-117L ガズエル。
小説版ではキャラが物語から退場した後に登場し、戦死もしていない。ニーとともに「双頭の犬鷲」の異名を持つパイロットで、ジュドーとの決戦に赴くハマーンに護衛が必要ではないかと提言するが、ハマーンの固辞に押し切られ出撃しなかった。

## 旧ジオン公国軍残党
ここには、旧ジオン公国軍に所属する人物を挙げる。

### カラハン
Charahan
声 - 石森達幸
旧ジオン公国軍残党・ロンメル部隊の副官で、階級は少尉。ディザート・ザクに搭乗する。

### タグ
第26話に名前のみ登場。旧ジオン公国軍兵で、赤いゲルググに搭乗していた。マサイ・ンガバの恋人で、マサイがジュドーたちと出会う3年前に死亡している。小説版には登場しない。
『ジ・アニメ』1986年10月号の「連載第2回「ガンダムΖΖ」ここまで書いたらヤバイかな!?」によれば、一年戦争時は「砂漠の赤い狼」の異名をもつが、風土病に罹患し、マサイの村に辿り着き彼女の世話になるが、「打倒ガンダム」の夢を果たせぬまま亡くなったとされている。

### デザート・ロンメル
Desert Rommel
声 - 玄田哲章
旧ジオン公国軍残党・ロンメル部隊の隊長でエースパイロット。階級は中佐。「砂漠のロンメル」という異名を持つ。フルネームにある「デザート」は英語で砂漠を意味するが、本名か異名かは不明である。
ネオ・ジオン軍が地球降下した際、自らの部隊（ロンメル隊）を率いてガンダム・チームと交戦。ドワッジ改に搭乗し、ジュドーの駆るΖガンダムとの一騎討ちである初手合わせでは、ビームライフルによる銃撃戦を封じるなどして互角の勝負を演じる。しかしながら、ロンメル隊のモビルスーツは一年戦争で使われていた旧式機であり、8年間改良しながら使用していたものの、やはり性能の差は歴然としていた。とりわけ可変機能やメガライダーによる航空戦能力を持つガンダム・チーム全体との激突では、「上下からの攻撃で不利」な戦いを強いられ、部下が次々に倒される。最後に残ったロンメルはジュドーに特攻をかけるも、考えの古さや頑迷さを批判されながらΖガンダムのビームサーベルで撃破される。
ザビ家の熱狂的な信奉者としても知られ、一年戦争終結後も徹底抗戦を主張し、アフリカ大陸でゲリラ活動を行っている。その後、砂漠の小さい町に潜んで、兵の訓練や連邦軍の基地から兵器や資材を奪って自軍を強化しながらジオン再興を夢見る。なお、この時期を描いた作品として、デザートザク（ロンメルカスタム）の初期型を駆って、囮部隊を用いて連邦軍基地を襲撃する『SD CLUB』11号掲載小説「砂漠の狐」や、闇夜のフェンリル隊が、ロンメル隊の撤退を完了するまで地球連邦軍ジオン残党狩り部隊の攻撃を防ぐ漫画『GUNDAM LEGACY』がある。また、ディザート・ザクにも搭乗していたとされる。

### ニキ
Niki
声 - 島田敏
ロンメル部隊に所属する若者。妻と子供がいる（妻子が別れを惜しんでいるのをロンメルに咎められ、殴られている）。ロンメル中佐にガンダムを迎撃ポイントに誘導するよう指示され、誘導には成功するものの味方のバズーカ隊一斉掃射に巻き込まれて撃破されてしまう。その際、味方だと呼びかけるも、ロンメルは気づかなかったのか捨て駒にしたのかは不明だが弾幕が薄いと叫ぶだけだった。
アニメではディザート・ザクに搭乗しているが、小説版ではザクフリッパーに搭乗している。

## アフリカ民族解放戦線
ここには、アフリカ解放戦線（FLN）に所属する人物を挙げる。
FLNはアルジェリアのフランスからの独立に貢献した武装組織の名称であるが、宇宙世紀に入ってから、経済援助という名目でのフランク（白人）による「侵略」に対抗するため、再びFLNの名のもとに武力抗争が始められる。FLNに参加したトアレグ族の戦士たちは志が高いためにほかの部族と馴染まず、己の部族のみで「青の部隊」を編成、統率のとれた少数精鋭の部隊となる。
小説版にはいずれも登場しない。

### エロ・メロエ
Elo Melloe
声 - 菅原淳一
第30-31話に登場。トアレグ族の戦士で、「青の部隊」の兵士。ディドー・カルトハの部下で、青いディザート・ザクに搭乗。血気盛んな若者であり、ガンダム・チームを発見した際に一人で突出しすぎ、ディドーを死なせてしまう。その後はディドーのゲルググを修復して乗機とし、グレミー・トトの配下となってガデブ・ヤシンと合流するが、ガデブの非道さを見て離脱、ガルダーヤの町の防衛のためにガデブの部隊と交戦する。しかし最後までディドーの遺志を貫き、グレミーのドライセンの盾となり戦死。
『ジ・アニメ』1986年10月号掲載の「第2回「ガンダムΖΖ」ここまで書いていいのかな？」によれば、以前はドワッジに搭乗していたが、3ヶ月前のOAS（アルジェリア居住ヨーロッパ人種秘密組織）との戦闘で大破。その際にディドーから「私を越えて「青の部隊」を率いる時が来たならば、ゲルググを譲ってやろう」と言われたと伝えられる。その後、FLN経由でネオ・ジオンからディザート・ザクを受領している。

### ガデブ・ヤシン
Gadeb Jasin
声 - 池田勝
第31話に登場。FLNの英雄にして指揮官だが、フランクの住んでいた町は破壊するという考えの持ち主であるため、「青の部隊」とは対立関係にある。
ガルダーヤの町を独立させる活動をしており、ネオ・ジオン軍のオウギュスト・ギダンと結託して利用しようとするが、逆に利用されてしまう。乗機ドワッジでガルダーヤに無差別攻撃をかけた際にガンダム・チームと交戦、ΖΖガンダムのライフル近距離射撃で搭乗機を両断され戦死。

### ディドー・カルトハ
Dido Kaltoha
声 - 緒方賢一
第30話に登場。トアレグ族の戦士で、「青の部隊」の隊長。乗機は青いゲルググ。
ガルダーヤの町を解放しようと戦うが、戦闘中に突出した部下のエロ・メロエの援護に出たところをジュドーのΖガンダムに撃破される。死の間際にグレミーに「青の部隊」を託す。

## 民間人・その他
ここには、上記のいずれにも所属しない民間人やその他の人物を挙げる。

### 前作からの引き継ぎ
以下の人物の詳細は各項目を参照。
- ウォン・リー
- カミーユ・ビダン
- セイラ・マス
- ヤザン・ゲーブル

### アーマ・ガンマ、ジョニー・ウエマツ、ヘレン・アレン、マイク・ビルモア
ジュドー・アーシタたちが本来通うべき学校の生徒。

### アヌ
Anu
声 - 池本小百合
ギニアの海岸にすむタマンの妹。第24話に登場。戦争を利用して金儲けしようとしている兄を止めるようにジュドーに頼む。小説版には登場しない。

### アンマ
Amma
声 - 青木和代
ダマール市長の夫人。戦闘が発生したシャングリラから逃げ出そうとしていた。

### ゲモン・バジャック
Gemon Bajack
声 - 玄田哲章 / 巻島直樹（OVA『機動戦士SDガンダムMARK-IV SDガンダム猛レース』）
サイド1コロニー「シャングリラ」のジャンク屋組合会長。根は単純だが、傲慢な性格で人望はない。Ζガンダムを巡ってジュドーらと対立し、ヤザン・ゲーブルと共闘する。そのやかましい怒鳴り声はアーガマのブリッジにいたブライト艦長が頭痛を訴えるほどである。
ジャンクパーツから作業用重MSゲゼを製作し、数度に渡りΖガンダムと交戦するが、アーガマがシャングリラを離れる際の戦闘でΖガンダムのビームライフルの直撃を受け機体は爆発する（生死については不明）。
小説版では、ルーの乗るコア・ファイターの風圧で吹っ飛び気絶。さらにゲゼもヤザンに無断で使われるという間抜けな役回りを演じる。その後マシュマーも加わり地球へ降下。マシュマー戦死後、ヤザンとともに地球で暮らすこととなる。
雑誌『SD CLUB』連載の漫画「機動戦士ガンダム 英雄伝説」では、宇宙世紀0094年頃（アムロ・レイが消息を絶って11か月後とされる）にもシャングリラでヤザンとともにジャンク屋を経営しており、入手したガンダムらしき残骸をめぐってカイ・シデンやビーチャらと対立。ゲゼ改に搭乗し、工場に不法侵入したカイの搭乗するガンキャノンのレプリカと交戦するも敗北する。これを含む騒動はゲモンが市警に多額の賄賂を贈ることで決着し、不法侵入の件もゲリラに闇ルートで弾薬を横流ししていたことを知られ弱味を握られたことで不問とされる。

### サラサ・ムーン
Sarasa Moon
声 - 山本百合子 / 熊谷海麗（ゲーム『機動戦士ガンダム U.C. ENGAGE』
忘れられたコロニー「ムーン・ムーン」に住む光族の長。16歳。妹のラサラ・ムーンとは双子。光族の教えを説くが、実際はロオル長老の傀儡であった。ジュドーはサラサをラサラと勘違いし、目を覚まさせようと殴ってしまったことがある。終盤、外の世界の様子を視察するためにラサラたちと共に移民船に搭乗、タイガーバウム付近でネオ・ジオンの襲撃にあいネェル・アーガマに救助される。変装してネェル・アーガマに潜入していたハマーンに対して、あなたから悪しきものを感じると声を掛ける。小説版には登場しない。
宇宙世紀0092年を描いた『機動戦士ムーンガンダム』にも登場。ムーン・ムーンに訪れたミネバ一行と邂逅している。

### ジュネ・コク
June Cock
声 - 目黒裕一
ガルダーヤの街に住む芸術家。第30話に登場。プレイボーイであり、ルーをナンパしていた。追ってきたグレミーとルーを巡って素手で立ち会った。小説版には登場しない。

### スタンパ・ハロイ
Stampa Halloi
声 - 西村知道
サイド3の観光・中立コロニー「タイガーバウム」の支配者。権力を笠に着て、ハーレムを形成するために気に入った女性を宮中に閉じ込めたり、旧式のMSを収集して庭に飾ったりと好き放題をしている。民間人に紛れていたハマーンにも手を出そうとするが、正体がわかると手の平を返したように恭順する。その後はジュドーたちを追い詰めるために自らズゴックを駆って出撃するが、その際にラサラ・ムーンを殺めてしまい、ラサラの仇討ちに燃えるモンド・アガケのガンダムMk-IIに倒され戦死した。 
自邸に飾られているMSには金剛力士像のポーズをとっているザクIのほか、ザクタンク、ゴッグ、ズゴック、アッガイ、アッグガイ、ゾゴックがあり、水陸両用機が多い。劇中ではジュドー達に「成金趣味」などと言われ、ジュドーがアッグガイと戦ったときには「アナクロニズム（時代錯誤）」と評されている。小説版には登場しない。
『ジ・アニメ』1986年12月号掲載の「新装開店第2回 ガンダムΖΖ読本－これは買いだ！」では、一年戦争時からの貿易商人であり、「タイガーバウム」完成時から始まった祖父の会社を彼が引き継ぐ頃には同コロニー内でもかなりの力をもっており、一年戦争とグリプス戦役の中で上手く立ち回り、ナンバー1にのし上がったとされる。そして血族を同コロニーのあらゆるポストに就かせて支配したという。コロニー公社と共謀して、住民に重税を課している。

### セシリア
Cecilia
声 - 三谷侑未
トーレスの幼なじみの気の弱い女性。ピートという弟がいる。
ゴットン・ゴーに情報を提供していたが、騙されて爆弾の入ったトランクを渡される。しかし、それに気付いたセシリアは勇気を振り絞ってネオ・ジオンのMSに取り付き、ゴットンやエンドラ隊もろとも爆死する。
戦局に影響を与える事もなく、ジュドー以外は死すら知る者もない（彼も黙っていた）救いのないこのエピソードをきっかけに、本作は大幅に路線転換し、ストーリーはシリアスさと悲惨さを増していくことになる。小説版には登場しない。

### ダマール
Damar
声 - 西村知道
サイド1・1バンチコロニー「シャングリラ」市長。ネオ・ジオンのマシュマーがシャングリラに来た際、金に目がくらみ彼らに協力する。しかしそのためシャングリラ内で戦闘が発生、彼の家はズサに踏み潰されてしまった。

### タマン
Taman
声 - 鳥海勝美
ギニアの海岸に住む漁師の少年でアヌの兄。妹のために金を稼ごうとしてネオ・ジオンに協力し、現地徴用兵となり民間人を装ってアーガマを誘い出す。だが直前に出会ったジュドーから戦争を利用するということやその行動が悲惨な結果を生むと説得され、また敵前逃亡しようとした漁師仲間がMSごとジオン兵に殺害されたのを見て翻意し、乗機カプールを基地へ特攻させた。自身は脱出し普通の生活に戻った。小説版には登場しない。

### チマッター
Chimatter
声 - 金丸淳一
ダマール市長の部下。市長の意に反してエゥーゴに協力し、アーガマがシャングリラから出港する際にハッチの開放を手伝う。その際にゲモンのゲゼに捕らえられるが無事解放されている。小説版では下町育ちとされている。
漫画『機動戦士ガンダム U.C.0096 ラスト・サン』では、シャングリラの市長になっている。宇宙世紀0096年に連邦軍に追われる身となり入港してきた輸送艦「アンヴァル」にアーガマと同様のシンパシーを抱き、個人の裁量で便宜を図る。また、シャングリラでは非合法のMSによる賭け試合「バトレイヴ」がおこなわれており、黙認する見返りにその主催者から収益の一部を受け取っているが、自らの私腹を肥やすようなことはせず、シャングリラの活性化のための財源としている。

### ドーデモ
声 - 龍田直樹
ジュドーたちが本来通うべき学校の教師。授業を妨害するためジュドーらのことを疎ましく思っていた。

### ピート
Pete
声 - 渡辺久美子
セシリアの弟。第20話でゴットンから小銭をもらい、セシリアのもとに案内する。第21話では家族とともに移民船カシオペアに搭乗し、セシリアの死を知らぬままサイド6へ移住する。小説版には登場しない。

### ベンスン
Benson
声 - 塩屋浩三
ダマールの執事。

### マサイ・ンガバ
Masai Ngava
声 - 島津冴子
アフリカのあるオアシスの住人。ジオン敗残兵のタグの元恋人。死ぬまでタグを認めなかったオアシスの住人に対して、彼の存在を証明するため、形見の赤いゲルググに乗ってガンダム・チームと戦った。策を駆使して善戦するが、敗れてゲルググも破壊され、再び孤独な生活に戻る。小説版には登場しない。

### ヤズカ・ムーン
村上としやの漫画版に登場。旧式コロニー「ムーン・ムーン」の少年でラサラ・ムーンとは姉弟。村の者たちが守っている「MSを動かすと神の怒りに触れコロニーが死ぬ」という一族の掟に反抗し、入港してきたΖΖガンダムを強奪して仲間を連れ立って宇宙に出ようとするが、直前でジュドーに気付かれ阻止される。この際に一旦はコア・ベースを盗む。しかし、その後キャラ・スーンがΖΖガンダムを追って侵入してきたため、ヤズカは宇宙に出るためキャラに接触を図るが、ΖΖガンダムに搭乗していたため信用してもらえず、R・ジャジャの返り討ちにあい、ジュドーに「遊びの時間は終わりだ！」と一喝されΖΖガンダムを返す。村の掟では機械を動かしたものは死刑か流刑だが、描写はない。ジュドーにヤズカの処遇を訊かれたブライトは「死刑・・・」と冗談めいたあと、「ムーン・ムーンも変わりつつあるんだ。重罪にはせんだろう」と締めくくる。

### ラサラ・ムーン
Rasara Moon
声 - 山本百合子
生年月日：光の月、大地の日（ムーン・ムーンの暦） 年齢：16歳 身長：159センチメートル 体重:45キログラム 血液型：不明 趣味：植物をそだてること 好物：好き嫌いなく何でも食べる 特技：悪しき者から人々を守る
旧式コロニー「ムーン・ムーン」の忘れられた民「光族」の少女で、サラサ・ムーンとは双子。16歳。姉のサラサがアーガマを奪って地球に光族の教えを広めようとすることに対して、その無謀さとムーン・ムーンが外の世界の戦争に巻き込まれる懸念から反対し、仲間と共に止めようとしていた。ネオ・ジオンに寝返っていたモンドに一目惚れされ、彼が御神体のキャトルを修理し、騒動を納めて姉と和解する切っ掛けとなったこともあり懇意になる。終盤、外の世界の様子を視察するため姉と共に移民船に搭乗、タイガーバウム付近でネオ・ジオンの襲撃にあいネェル・アーガマに救助される。 ネェル・アーガマがタイガーバウムに入港した際の騒動に巻き込まれ、スタンパのズゴックの攻撃からモンドを庇って死亡する。彼女の存在はモンドを人間として大きく成長させた。小説版には登場しない。

### ルチーナ・レビン
Rutina Levin
声 - 佐久間レイ
ロイ・レビンの娘。サイド3のスペースコロニー・コア3に住んでいたが、レジスタンス活動を行う父の代わりにネオ・ジオンに徴用された。資源小惑星キケロにて配膳係を担当し、鉱山労働者からは人気があった。キケロに潜入したプルツーに親切にされ、プルツーに「あなたっていい人ね」と言う。プルツーも彼女に友情を感じ、心を開いていた。小説版には登場しない。

### ルナン、ヤン、アルビン、テラ、ミレアム
Lunan,Yan,Alvin,Terra,Miriam
声 - 佐々木望（ルナン）、鈴木勝美（ヤン）、渡辺久美子（ミレアム）
コロニー・タイガーバウムに住む少年たち。リーダーはルナン。当初はタイガーバウムの高い税金を払う金を作るためにネェル・アーガマのMSを盗み出そうと画策していたが、スタンパ・ハロイに一泡吹かせるという思惑が一致し、タイガーバウム入港時に拉致されたネェル・アーガマの女性クルーを救出するジュドーたちの作戦を手伝う。ルナンはスタンパのコレクションしていたゴッグに搭乗し、ジュドーを援護するためにハマーンの操縦するアッガイと対峙している。小説版には登場しない。

### ロイ・レビン
Roy Levin
声 - 土師孝也
ルチーナ・レビンの父。コア3に合体する予定の、サイド3付近にある鉱山小惑星キケロに勤めていたが、ネオ・ジオンに反旗を翻し、レジスタンス活動をしていた。ガンダム・チームと協力してコア3とキケロを切り離すことに成功し、他のコロニーに移住した。小説版には登場しない。

### ロオル
Role
声 - 堀部隆一
ムーン・ムーンの光族の長老。神官としてキャトルの神殿を守っていた。終盤、外の世界の様子を視察するためムーン姉妹と共に移民船に搭乗、タイガーバウム付近でネオ・ジオンの襲撃にあいネェル・アーガマに救助される。小説版には登場しない。